# Qandār Kheyl
Qandār Kheyl (persiska: قَندَر خِيل, قندار خيل) är en ort i Iran.   Den ligger i provinsen Mazandaran, i den norra delen av landet, 190 km nordost om huvudstaden Teheran. Antalet invånare är 329.
Terrängen runt Qandār Kheyl är platt. Runt Qandār Kheyl är det ganska tätbefolkat, med 80 invånare per kvadratkilometer. Närmaste större samhälle är Sari, 18,3 km sydväst om Qandār Kheyl. Trakten runt Qandār Kheyl består till största delen av jordbruksmark.